# Palpita griseofascialis
Palpita griseofascialis là một loài bướm đêm trong họ Crambidae.